# Aubrey David
Aubrey Robert David (ur. 11 października 1990 w Georgetown) – piłkarz tryndadzko-tobagijski grający na pozycji obrońcy. Od 2022 jest zawodnikiem klubu LD Alajuelense.

## Kariera klubowa
Swoją karierę piłkarską David rozpoczął w FC South End. W 2009 roku zadebiutował w nim w trynidadzkiej lidze. W 2011 roku przeszedł do Joe Public FC. W drugiej połowie 2011 roku grał w T&T EC SC. Z kolei w 2012 roku został zawodnikiem zespołu Caledonia AIA. W sezonie 2012/2013 zdobył z nim Puchar Trynidadu i Tobago. W 2014 roku był wypożyczony do fińskiego FF Jaro. W 2015 został zawodnikiem kazachskiego klubu Szachtior Karaganda. Później grał w Deportivo Saprissa, FC Dallas, Palloseura Kemi Kings i Vaasan Palloseura. W 2019 roku powrócił do Saprissy. W 2022 przeniósł się do LD Alajuelense.

## Kariera reprezentacyjna
W reprezentacji Gujany David zadebiutował w 2012 roku. Rozegrał w niej łącznie 2 mecze.
W reprezentacji Trynidadu i Tobago David zadebiutował 29 lutego 2012 roku w wygranym 4:0 towarzyskim meczu z Antiguą i Barbudą, rozegranym w North Sound. W tym samym roku zajął z kadrą narodową drugie miejsce w Pucharze Karaibów. W 2013 roku został powołany do kadry na Złoty Puchar CONCACAF 2013. Na nim rozegrał trzy mecze: z Haiti (0:2), z Hondurasem (2:0) i w ćwierćfinale z Meksykiem (0:1).